# Dehiwala-Mount Lavinia
Dehiwala-Mount Lavinia là một thành phố mới được tạo lập nằm ngay phía nam của Colombo, thành phố lớn nhất ở Sri Lanka. Đó là kết quả hợp nhất của một số vùng ngoại ô đô thị và cộng đồng kết hợp cho các mục đích hành chính. Các trung tâm bao gồm Dehiwala và khu nghỉ mát bãi biển núi Lavinia. Dân số (2001) 209.787 người. Đây cũng là nơi có Vườn thú quốc gia Sri Lanka là một trong những vườn thú lớn nhất châu Á. Dehiwala và núi Lavinia nằm trực tiếp phía nam của Colombo cùng tuyến đường huyết mạch Galle chạy dọc theo bờ biển phía nam của đất nước.

## Dehiwala
Thị xã Dehiwala trải qua quá trình công nghiệp và đô thị hóa nhanh chóng trong những năm gần đây. Nằm trên biên giới với Colombo, việc giá đất rẻ hơn đã dẫn đến sự bùng nổ bất động sản với các siêu thị, cửa hàng bách hóa và các khu phức hợp căn hộ nằm rải rác ở trung tâm.

## Địa điểm tôn giáo nổi tiếng
- Đền Bellanwila
- Sri Vishnu Kovil

## Dân số
| Sắc tộc                       | Dân số  | %     |
| ----------------------------- | ------- | ----- |
| Sinhalese                     | 158.070 | 75,35 |
| Sri Lankan Tamils             | 22.737  | 10,84 |
| Indian Tamils                 | 2.060   | 0,98  |
| Sri Lankan Moors              | 20.357  | 9,70  |
| Khác (bao gồm Burgher, Malay) | 6.563   | 3,13  |
| Tổng cộng                     | 209.787 | 100   |

Nguồn: Thống kê chính phủ